# 1996 YF
1996 YF är en asteroid i huvudbältet som upptäcktes den 20 december 1996 av den japanska astronomen Takao Kobayashi vid Ōizumi-observatoriet.